# Ctenopoma kingsleyae
Ctenopoma kingsleyae är en fiskart som beskrevs av Günther, 1896. Ctenopoma kingsleyae ingår i släktet Ctenopoma och familjen Anabantidae. IUCN kategoriserar arten globalt som livskraftig. Inga underarter finns listade i Catalogue of Life.